# Dinorah

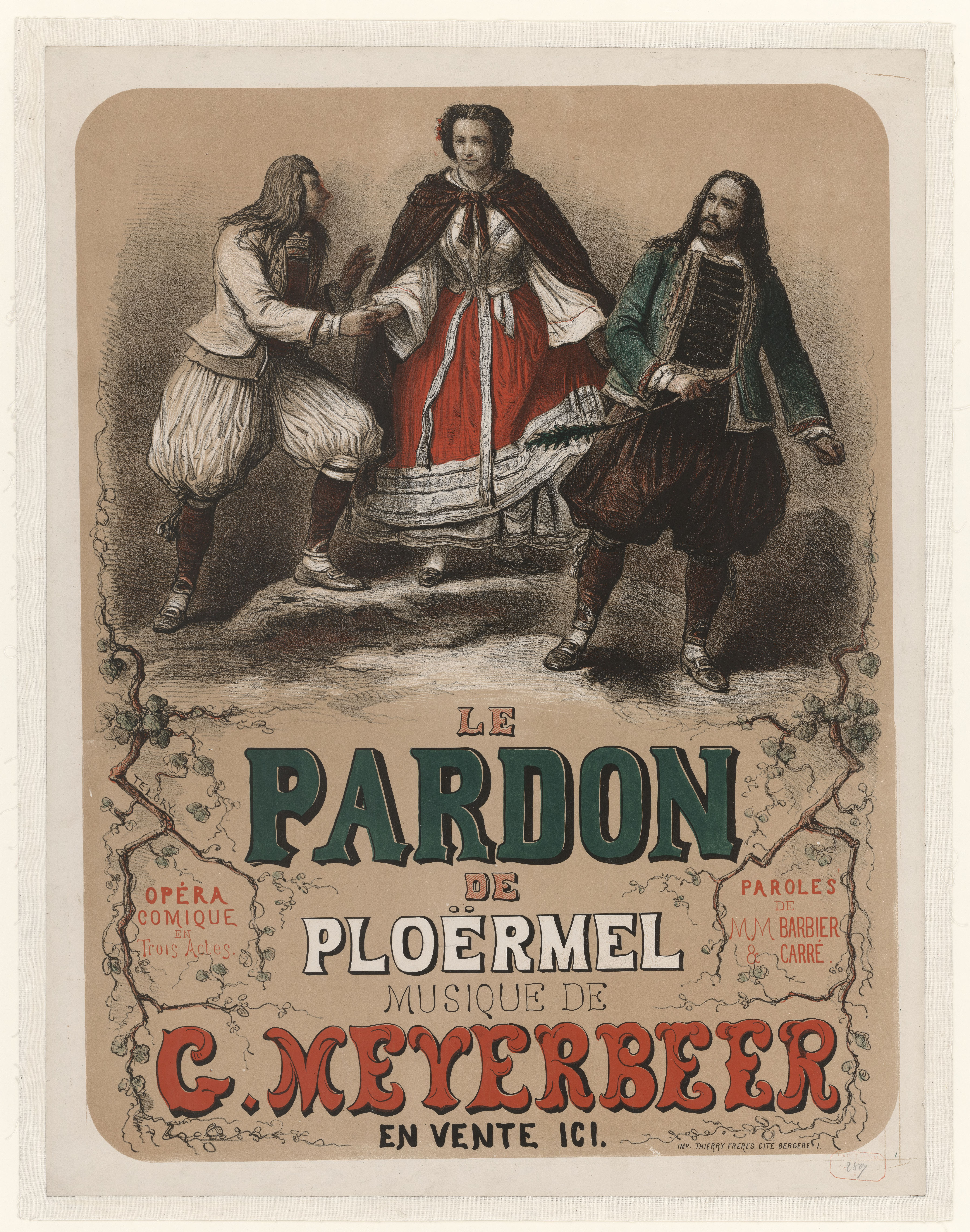
Dinorah ou Le Pardon de Ploërmel

Dinorah ou Le Pardon de Ploërmel (Dinorah eller Avlatsfesten i Ploërmel) är en fransk opéra comique i tre akter med musik av Giacomo Meyerbeer och libretto av Jules Barbier och Michel Carré. Handlingen tilldrar sig i den lilla staden Ploërmel och bygger på två bretonska berättelser av Émile Souvestre, "La Chasse aux trésors" och "Le Kacouss de l'Armor", båda publicerade separat 1850 i Revue des deux mondes. Premiären ägde rum den 4 april 1859 i Paris på Opéra-Comique.

## Historia

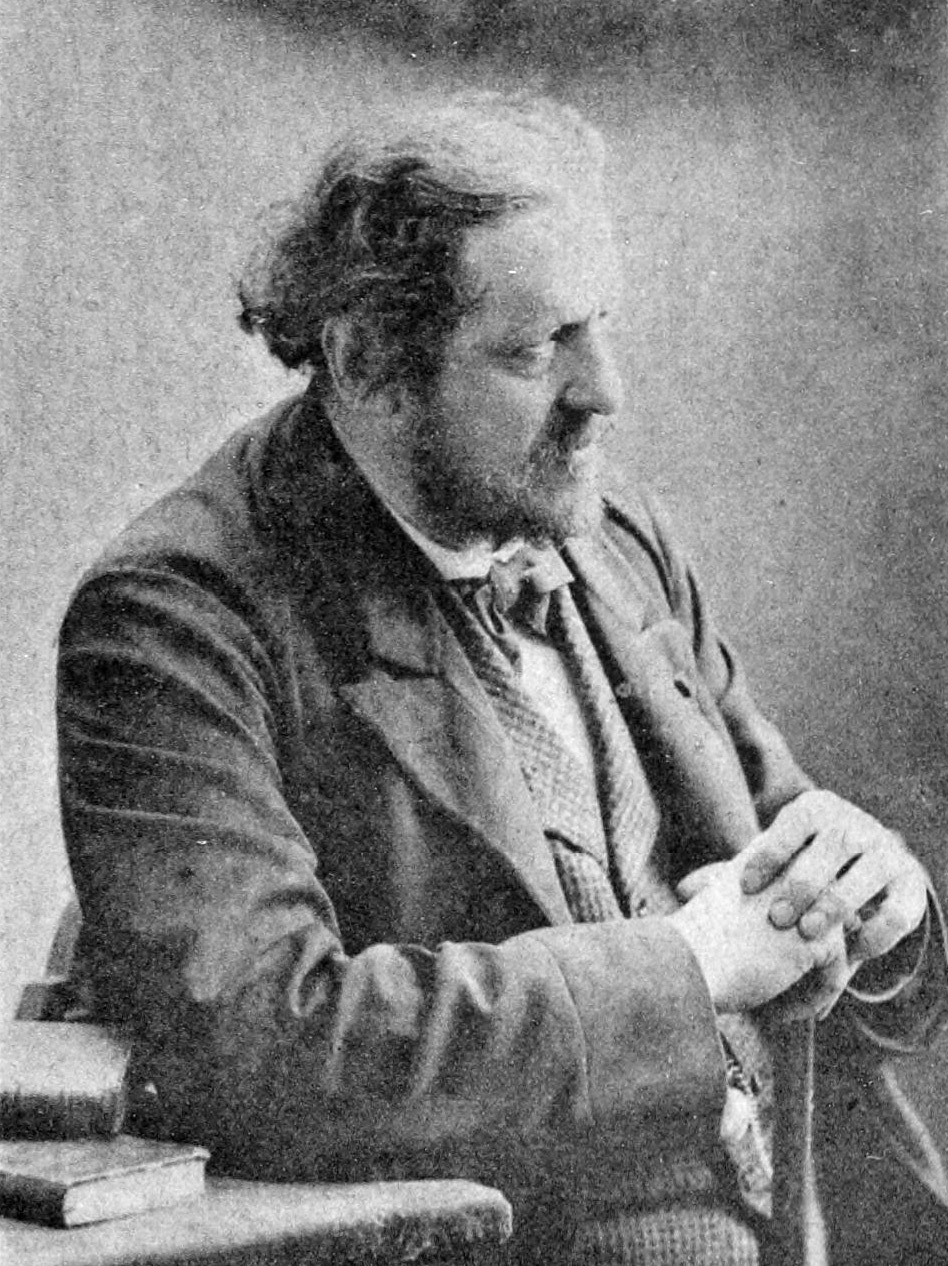
Jules Barbier

Som vanligt arbetade Meyerbeer med ett nytt projekt efter att precis har avslutat det föregående. Efter framgången med L'Étoile du Nord bestämde han sig för att komponera en ny komisk opera om ett ämne som blandade lantliga och fantastiska element. Av någon okänd anledning bad han inte sin vanliga samarbetspartner Eugène Scribe att skriva librettot, utan två författare som hade uppnått viss framgång med att anpassa litterära klassiker för operascenen: Jules Barbier och Michel Carré.
Källorna till librettot var två berättelser som utspelar sig i Bretagne skrivna av Émile Souvestre: "La Chasse aux trésors" och "Le Kacouss de l'amour", båda publicerade i "Revue des deux mondes" i januari och augusti 1850. Den första handlar om en förtrollad skatt och de två hjältarna Claudes och Jean-Maries knep för att komma över den. Den som rör vid skatten först kommer att dö, så Claude övertalar Jean-Marie att använda hans syster Marthe, som faller död ner i slutet av berättelsen. I "Le Kacouss de l'amour" är en ung bretonsk kvinna vid namn Dinorah kär i en ung man som visar sig vara en mordbrännare och en tjuv. Den senare arresteras framför Dinorah medan hon deltar i en religiös procession.

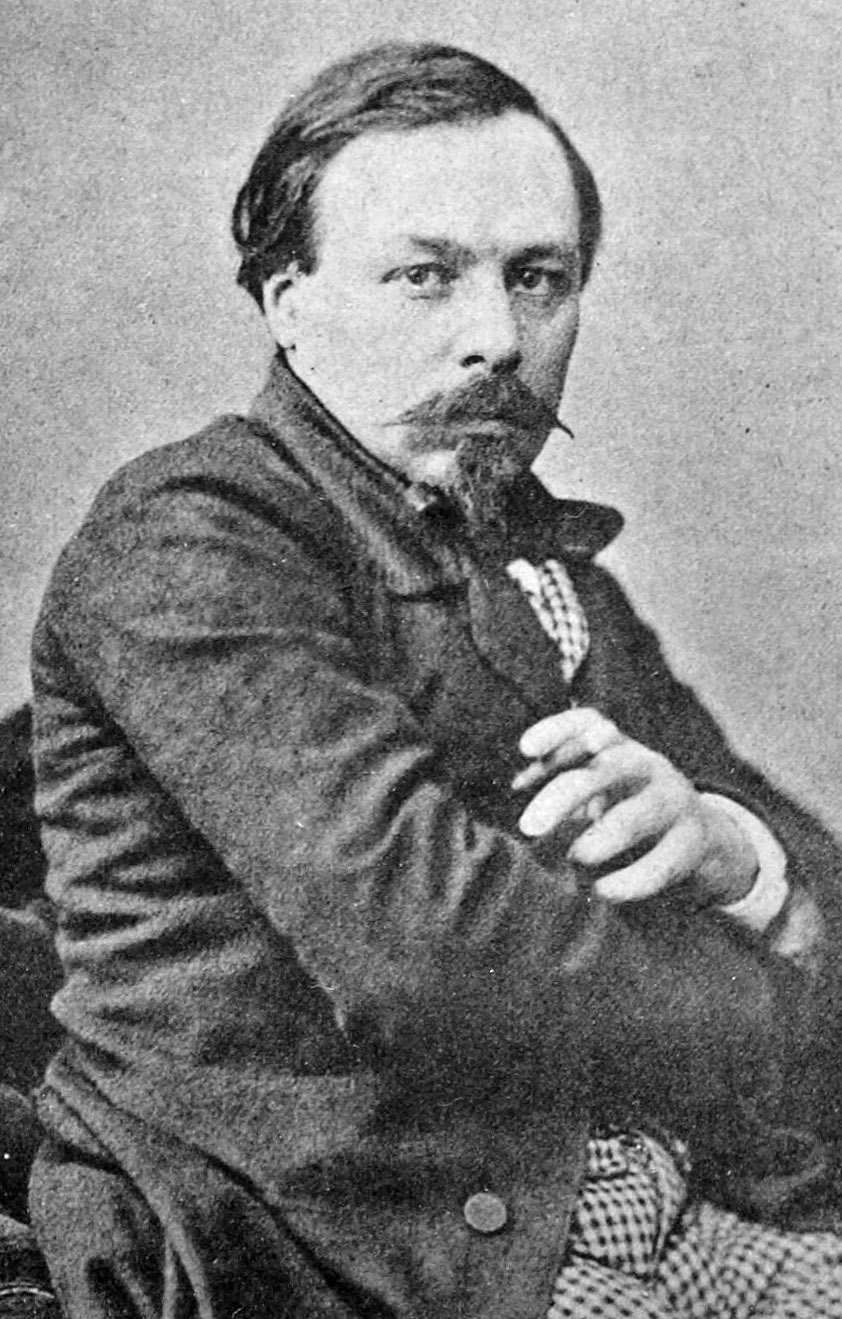
Michel Carré

Meyerbeer var inte riktigt nöjd med den ursprungliga versionen av texten, vilket framgår av alla ändringar han gjorde senare. Han bad sin vän Charlotte Birch-Pfeiffer om hjälp sju gånger i april och maj 1855. Hon hade hjälpt kompositören att anpassa hans opera Ein Feldlager in Schlesien för operascenen i Wien 1847. Själv hade hon just börjat skriva för teatern och haft stor framgång med La Petite Fadette av George Sand under titeln Die Grille, en roman vars teman inte är orelaterade till Dinorah. I maj och juni ombads Meyerbeers sekreterare, Georges-Frédéric Burguis (1823-1866), att översätta Birch-Pfeiffers text till franska.
Meyerbeer skrev själv rättelser på tyska i augusti och september 1855 vilka översattes av Joseph Duesberg i september och oktober. Birch-Pfeiffer fick återigen frågan om finalen i maj 1857. Kompositören anger i sin dagbok att operan nästan är klar den 6 maj, samtidigt som han anger att galenskapsscenen måste utvecklas. Han hade ett möte med Carré om detta den 12 augusti: från detta möte resulterade det som fortfarande är den mest kända melodin i hela partituret, den berömda Ombre légère där Dinorah dansar med sin skugga i skogen upplyst av månen. Meyerbeer komponerade musiken i slutet av oktober och början av november och avslutade partituret den 18 november 1857. Efter en familjevistelse i Nice från december 1857 till april 1858 fick han kontraktet upprättat med Opéra-Comique i oktober och november 1858. Repetitionerna började och pågick fram till premiären, som ägde rum den 4 april 1859 i närvaro av Napoleon III och kejsarinnan Eugénie av Frankrike.
Till premiären i London den 26 juli 1859 komponerade han en extra melodi till Constance Nantier-Didiée som herden i början av andra akten. Han ersatte också de talade dialogerna med recitativ.
Svensk premiär den 2 februari 1866 på Stora Teatern, Göteborg. Den 23 maj 1870 hade operan premiär i Stockholm på det Gustavianska operahuset.
Under ouvertyren hörs delar av en avlägsen kör bakom ridån sjungandes en hymn. Allt medan musiken fortgår ter sig kören komma närmare. Genom hela operan upprätthåller Meyerbeer intresset medelst liknande påhittiga grepp. I finalen till akt III när Dinorah sakta återfår medvetandet spelar hälften av varje stråksektion med sordin och de får ledsaga henne medan de andra stråkarna följer Hoël. Operan innehåller även den berömda "skuggarian" (Ombre légère) i akt II som alltjämt är ett glansnummer för koloratursopraner.
Johann Strauss den yngre komponerade 1859 en Dinorah-Quadrille med motiv från operan.

## Uppförandehistorik

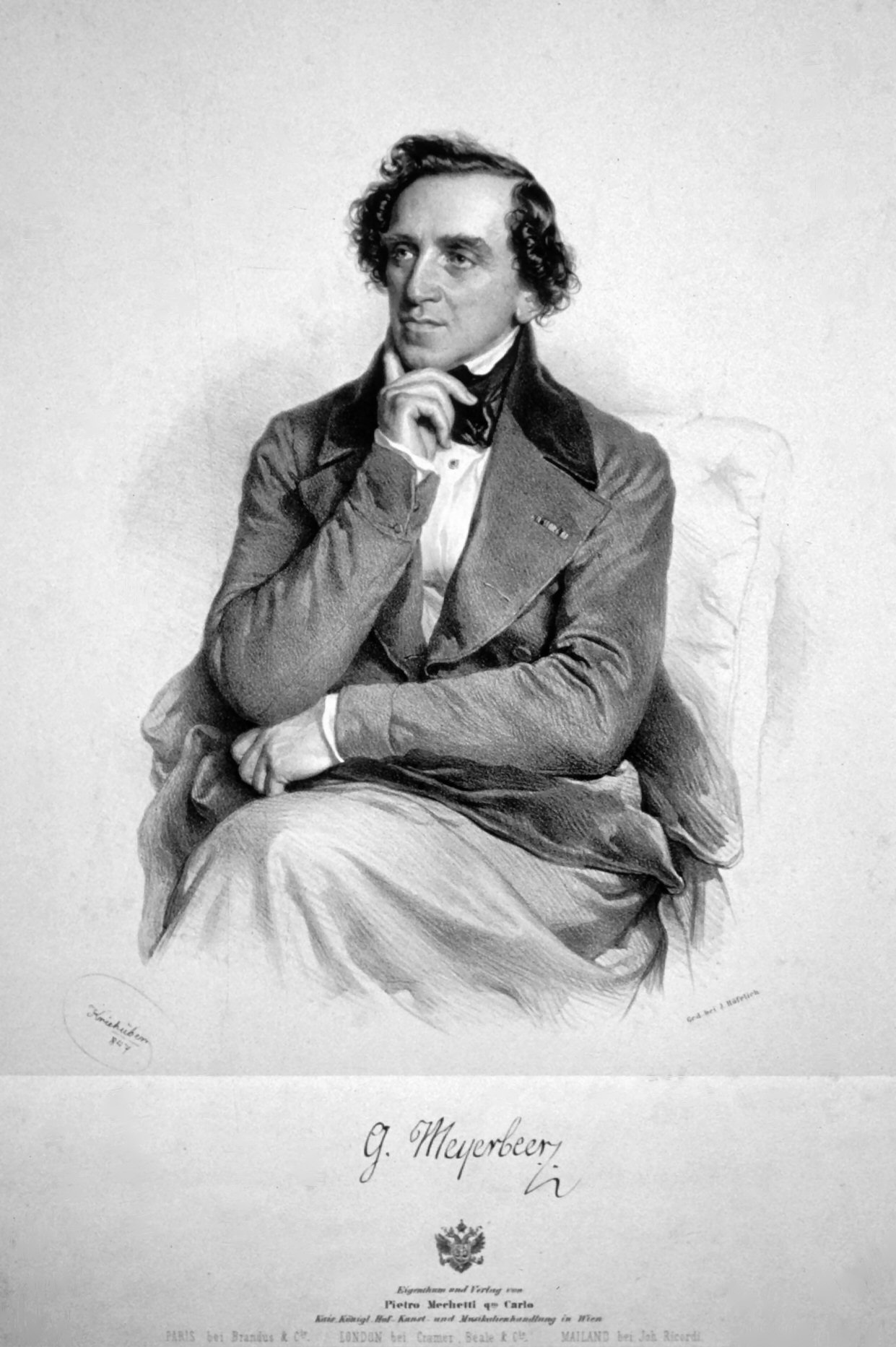
Giacomo Meyerbeer

Operan hade premiär den 4 april 185 på Opéra-Comique i Paris. Dekorerna till akterna 1 och 3 var utförda av Edouard-Désiré-Joseph Despléchin och Jean-Louis Chéret. Dekoren till den mer tekniskt utmanande akt 2, vilken inkluderar rinnande vatten på scen, gjordes av Joseph och Karl Wilhelm Mühldorfer.
Sångarna prisades överlag: "Marie Cabel för hennes svindlande virtuosa tolkning av Dinorah; Sainte-Foy för hans överväldigande övertygande karaktärisering av Corentin, lyriskt liksom dramatiskt; Jean-Baptiste Faure för hans fascinerande scennärvaro som Hoël, Meyerbeers första stora barytonroll." De andra sångarna fick också bra kritik, särskilt då Barreille som jägaren och Warot som bonden. Meyerbeers musik hyllades för dess originalitet men librettot ansågs obegripligt och möttes till och med av hån. Under speltiden fram till 1859 gjordes ändringar varav den mest betydande var rollbesättningen av kontraalten Palmyre Wertheimber i rollen som Hoël.
Operan spelades med framgång i Paris fram till 1912. Under sin ursprungliga titel fick den nypremiär på Opéra-Comique den 27 augusti 1874, 23 maj 1881, 6 juni 1896 och 16 mars 1912, då den hade framförts fler än 200 gånger. Den sattes upp i Bryssel så sent som den 11 januari 1939.
Meyerbeer komponerade recitativ för att ersätta den talade dialogen vid föreställningar utomlands. Operan översattes till italienska för premiären i London den 26 juli 1859 (med Miolan-Carvalho) och blev internationellt känd som Dinorah, men den uppfördes första gången i USA den 4 mars 1861 på French Opera House i New Orleans på franska.
Dinorah framfördes i New York (på Academy of Music) på italienska den 24 november 1862. Som nyhet tilldrog den sig en del uppmärksamhet och (i titelrollen den numera nästa bortglömda Angelina Cordier) blev väldigt populär. En av attraktionerna var förekomsten av en riktig, levande get på scenen, vilket "inspirerade till en enorm spridning av skämtsamma getskämt i tidningarna." Dessvärre följde operan på Bellinis mycket framgångsrika Norma och Meyerbeers verk led av jämförelsen. Recensenten i Dwight's Music (6 december 1862) var mycket kritisk och skrev: "Vid siden av sådan musik som denna (den tyngsta av de lättare operorna) är Bellinis melodier guld och Rossinis operor klassiska."
Men till en början uppfördes Dinorah relativt ofta utanför Frankrike och blev en stor favorit hos Adelina Patti, men spelades mera sällan under den senare delen av 1900-talet förutom den virtuosa sopranarian "Ombre légère", också känd som "Skuggsången", i vilken Dinorah sjunger till och dansar med sin egen skugga. Andra sopraner som har åtnjutit avsevärd framgång med rollen som Dinorah är Amelita Galli-Curci, Ilma di Murska, Luisa Tetrazzini, Maria Barrientos och Lily Pons.
Trots att operan har förbigåtts under senare delen av 1900-talet har en unik radioföreställning av ouvertyren bevarats med dirigenten Arturo Toscanini och NBC Symphony Orchestra från 12 november 1938. Den ovanliga ouvertyren innehåller delar av körer, städ som slagverk och har jämförts med liknande verk av Rossini och Verdi.
Meyerbeers operor har framförts mer ofta i Europa under 2000-talet. Dinorah sattes upp i Dortmund och Parma 2000 och i Compiègne 2002.  Ett konsertant framförande av operan gavs av Deutsche Oper Berlin 2014 och spelades även in.
Dinorah framfördes i sin helhet av New York Citys "Amore Opera" från 19 till 23 mars 2019 på Riverside Theatre.

## Personer

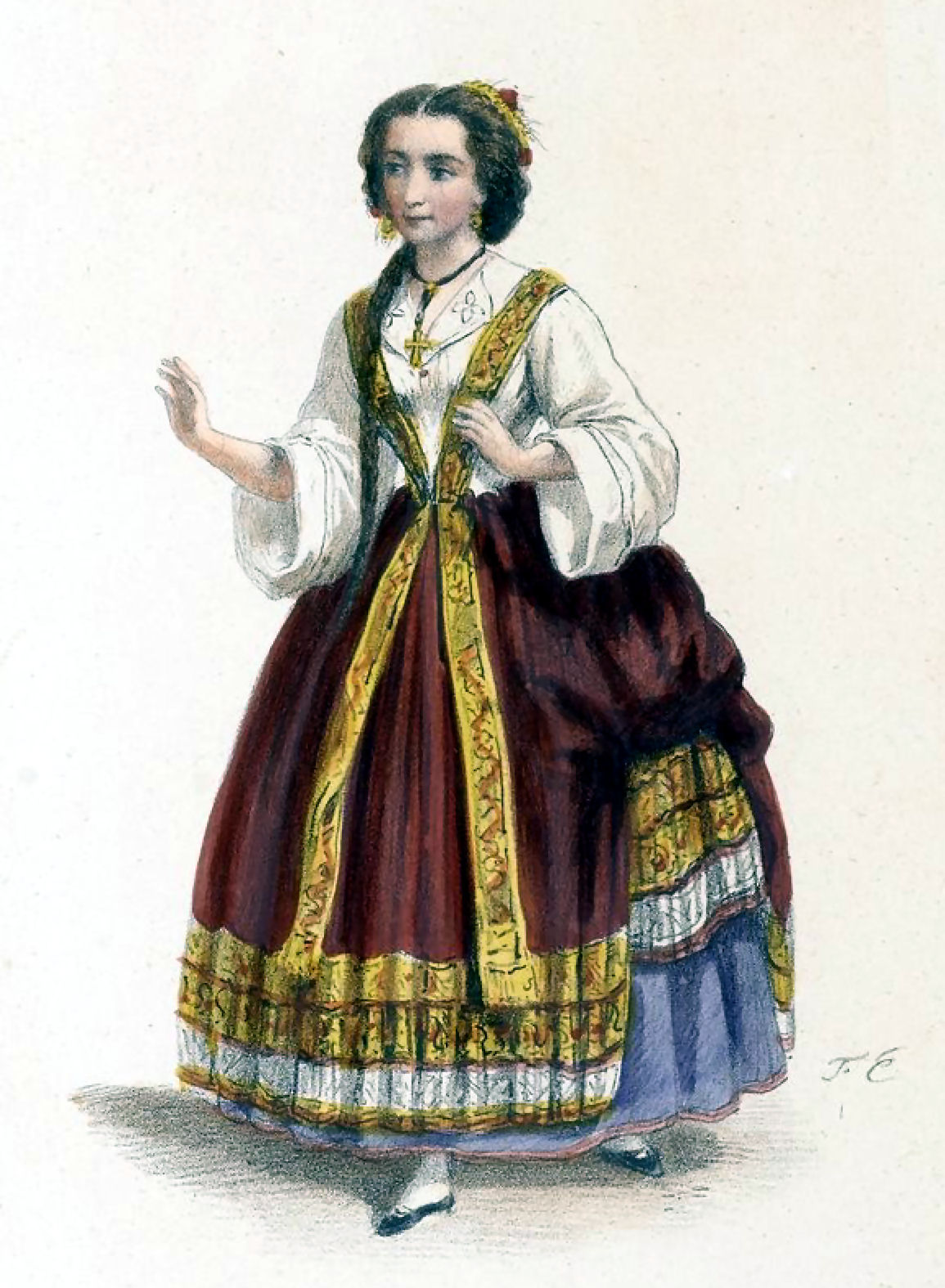
Marie Cabel som Dinorah 1859

| Roller                      | Röstläge        | Premiärbesättning, 4 April 1859 (Dirigent: Meyerbeer) |
| --------------------------- | --------------- | ----------------------------------------------------- |
| Dinorah, en bondflicka      | koloratursopran | Marie Cabel                                           |
| Herde                       | sopran          | Breuillé                                              |
| Herde                       | mezzosopran     | Emma Belia                                            |
| Corentin, en säckpipblåsare | tenor           | Charles-Louis Sainte-Foy                              |
| Getherde                    | sopran          | Dupuy                                                 |
| Getherde                    | sopran          | Marguerite Decroix                                    |
| Hoël, en getherde           | baryton         | Jean-Baptiste Faure                                   |
| En jägare                   | bas             | Barreille                                             |
| En bonde                    | tenor           | Victor Warot                                          |
| Loïc                        | baryton         | Lemaire                                               |
| Claude                      | tenor           | Palianti                                              |
| Kör: bönder och bybor       |                 |                                                       |

## Handling
Tid: 1800-talet
Plats: Bretagne
Akt 1

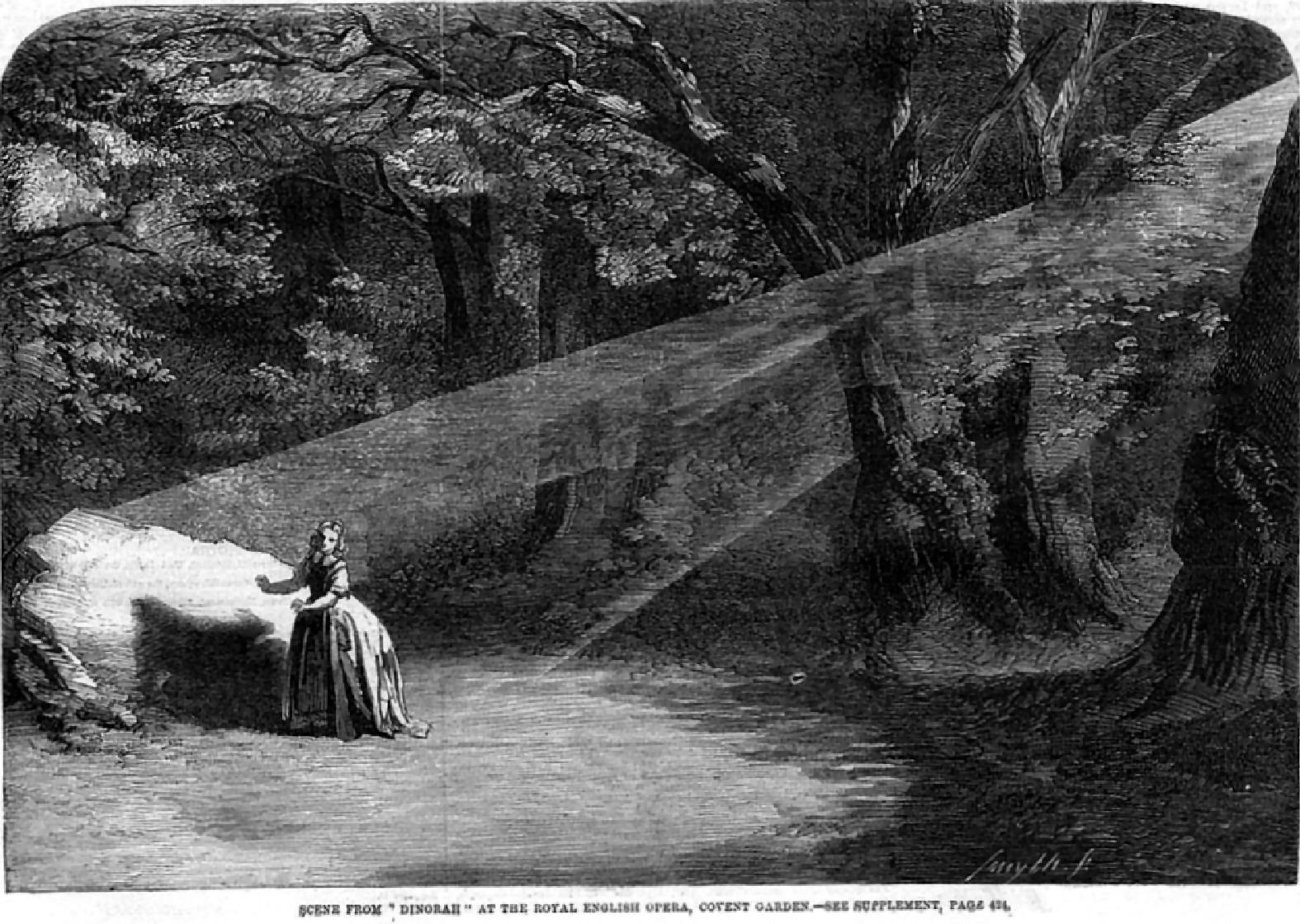
Akt 2, scen 1, Dinorah dansar med sin skugga (London, 1859)

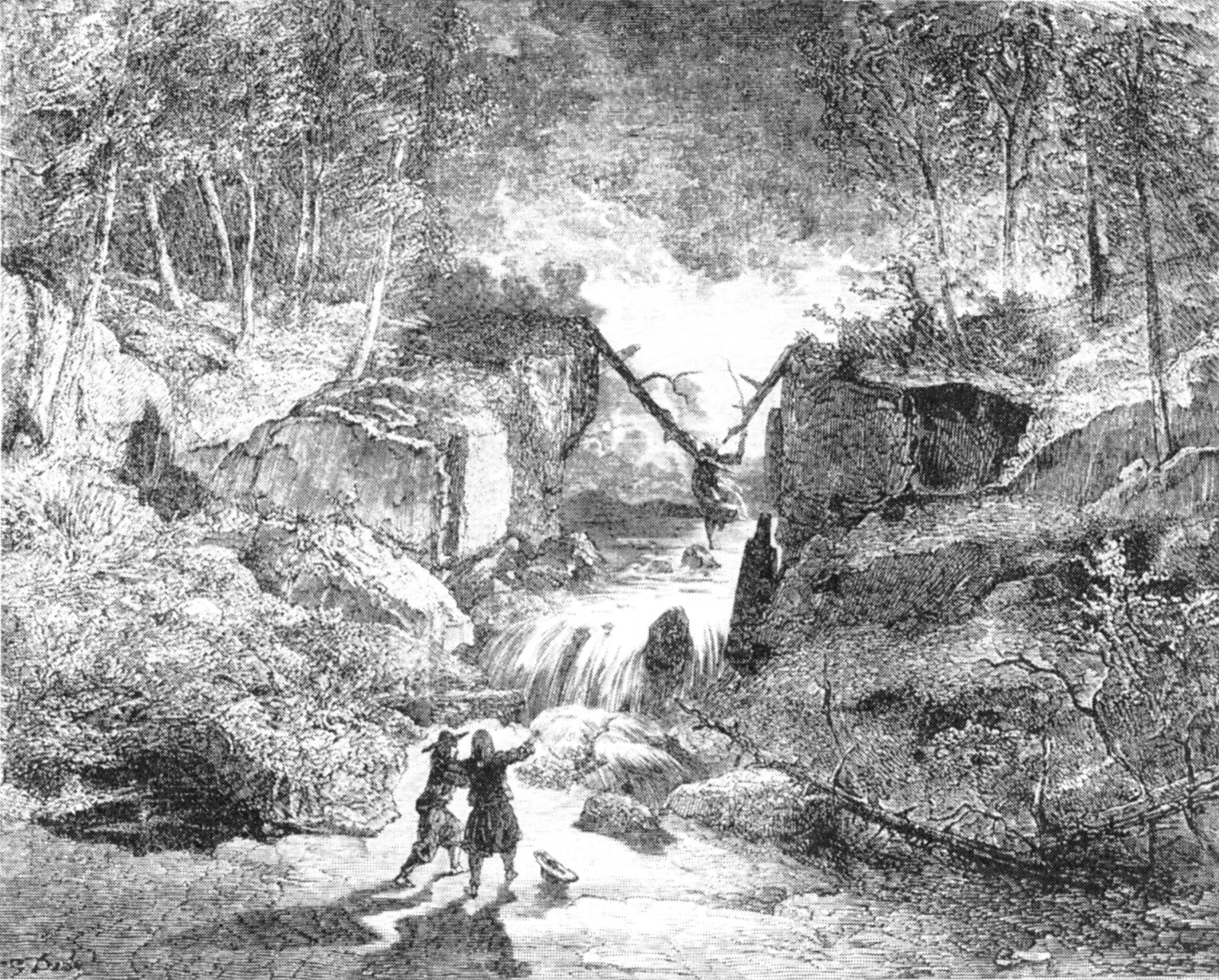
Mühldorfers design till akt 2, scen 2. Dinorah faller i floden.

I den bretonska byn Ploërmel, en sliten och vild plats upplyst av solens sista strålar. I förgrunden Corentins stuga
Under den årliga pilgrimsvandringen till Jungfruns kapell har Dinorah blivit galen då hennes blivande make Hoël försvann under en storm som avbröt deras bröllop samma dag för ett år sedan. Dinorah har förlorat sin favoritget Bellah, men i tron att hon har återfunnit den sjunger hon en vaggsång för geten och vandrar iväg (Berceuse: Bellah, ma chèvre chérie). Hoël återvänder till byn efter att ha kommit en skatt på spåren. Han övertalar Corentin att hjälpa honom men inte utan baktanke då legenden säger att den som först rör skatten kommer att dö.
Act 2
Scen 1
En björkskog i månskenet
Dinorah tror sig höra Hoëls röst och följer den in i skogen, men väl där börjar hon gråta av ensamhet (Romance: Me voici, Hoël doit m’attendre ici). En månstråle faller på henne och kastar sin skugga på hennes fötter. I tron att det är hennes bröllopsdag börjar hon sjunga och dansa med skuggan. (Air: Ombre légère).
Scen 2
En mystisk dal
Hoël och Corentin kommer till platsen där Dinorah befinner sig. Dinorah berättar för Corentin om legenden och både han och Hoël bjuder den andre att inspektera skatten. Under tiden letar Dinorah efter sin favoritget och just som hon kliver på en trädstam vid floden slår blixten ner i den och Dinorah faller i vattnet och förs bort av strömmen. Hoël som har sett allt rusar till hennes hjälp.
Akt 3
Hoël tillstår att han älskar Dinorah alltmedan hon återfår förståndet (Romance: Ah ! mon remords te venge). Hon känner igen honom. Byborna anländer och sjunger en hymn om förlåtelse och leder de två älskande bort till kapellet där de vigs.

## Analys
Dinorah är resultat av en Meyerbeer som hade nått sin musikaliska mognad. Hans beslutsamhet att komponera operan, teman och den tekniska perfektionen tyder på en närhet i hjärtat, som om kompositören hade svarat på ett vitalt behov. Medan det på ytan kan vara en gammal mans infall, en naiv historia med en ung bondflicka, en getherde och en förtrollad skatt, döljer enkelheten en mycket mer komplex undertext..
Verket är också, för Meyerbeer, en önskan att förnya sig. Således är en av de viktigaste egenskaperna inom opera att återanvända tidigare musikaliska former för att härleda nya effekter. Det pastorala temat, som så ofta varit en avgörande ingrediens i libretti från hans tidigare operor, är centralt här: varje akt inleds med en rustik kör som skapar en lantlig atmosfär, tredje akten involverar även successivt jägare, skördemän och herdar, traditionella figurer i de gamla pastoralerna.
På samma sätt återanvänder Meyerbeer idén om galenskapens luft tolkad av en koloratursopran, specifik för romantisk opera. Användningen av en kör i uvertyren är inte ny (Gluck använde den i Ifigenia på Tauris, liksom Rossini i Ermione), men Meyerbeers användning för ett rent bildligt syfte är helt original.
Den största bristen i verket är avsaknaden av substans i librettot som förmodligen inte motiverar att sträckas över tre akter. Meyerbeer tvingas skapa "musikaliska sekvenser som sträcker sig långt bortom deras dramatiska rättfärdigande". Efter premiären ifrågasatte musikkritiker valet av en förenklad "historiette", begränsad till tre personer.
De olika tiderna på dagen och väderförhållandena används, som i några av hans tidigare operor, för att illustrera karaktärernas psykologi: den första akten äger rum på eftermiddagen med presentationen av de tre huvudpersonerna alla mer eller mindre obalanserade väsen (Dinorah har tappat förståndet, Hoël är besatt av skatten och är redo att göra vad som helst för att gripa den, Corentin skräms av minsta ljud) medan himlen mörknar med moln som förebådar åskväder. Den andra akten äger rum på natten: vanföreställningarna hos varje karaktär verkar intensifieras med stormen. I tredje akten återvänder dagen, stormen har upphört och karaktärerna hittar sin balans (Dinorah återfår förståndet och Hoël glömmer den förtrollade skatten).
Meyerbeer illustrerar musikaliskt motsättningen mellan religiösa element och vidskepelse genom rytmiska motsättningar: den förra motsvarar rytmer av marscher som kulminerar i processionen i slutet av operan; det senare tilldelas dansrytmer (galopp, tarantella, bolero och vals).
För Letellier återspeglar partituret kompositörens mest virtuosa prestation när det gäller orkestrering: den högt utvecklade uvertyren, nästan en symfonisk dikt, de atmosfäriska pauserna och instrumenteringens ständigt förnyade fantasi utgör en extraordinär ljudtapet.
Verket är därför inget mästerverk, men den innehåller mycket fräsch och charmig musik och pittoreska effekter. Det vittnar också om ett fulländat yrke som få operor komponerade samtidigt kan göra anspråk på.